# Asunción Cuyotepeji
Asunción Cuyotepeji là một đô thị thuộc bang Oaxaca, México. Năm 2005, dân số của đô thị này là 753 người.